# Козлиці (Польковицький повіт)
Козлиці (пол. Koźlice, нім. Kosel) — село в Польщі, у гміні Ґавожиці Польковицького повіту Нижньосілезького воєводства.
Населення — 336 осіб (2011).
У 1975-1998 роках село належало до Легницького воєводства.

## Демографія
Демографічна структура станом на 31 березня 2011 року:
|          | Загалом | Допрацездатний вік | Працездатний вік | Постпрацездатний вік |
| -------- | ------- | ------------------ | ---------------- | -------------------- |
| Чоловіки | 177     | 44                 | 118              | 15                   |
| Жінки    | 159     | 44                 | 85               | 30                   |
| Разом    | 336     | 88                 | 203              | 45                   |